# 13320 Jessicamiles
13320 Jessicamiles (1998 RL79) là một tiểu hành tinh vành đai chính được phát hiện ngày 14 tháng 9 năm 1998 bởi nhóm nghiên cứu tiểu hành tinh gần Trái Đất phòng thí nghiệm Lincoln ở Socorro.